# Jan Heweliusz

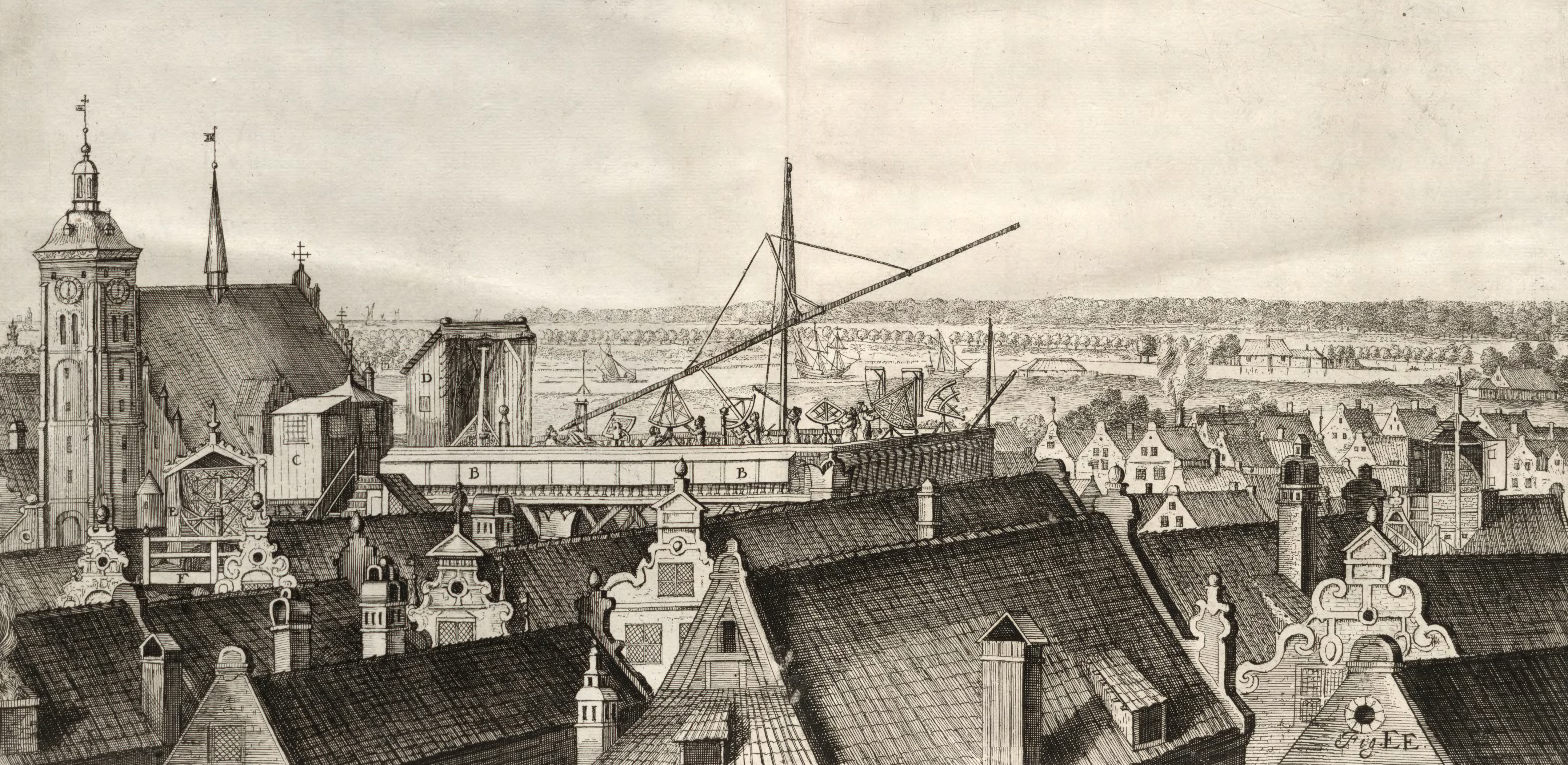
Obserwatorium Jana Heweliusza

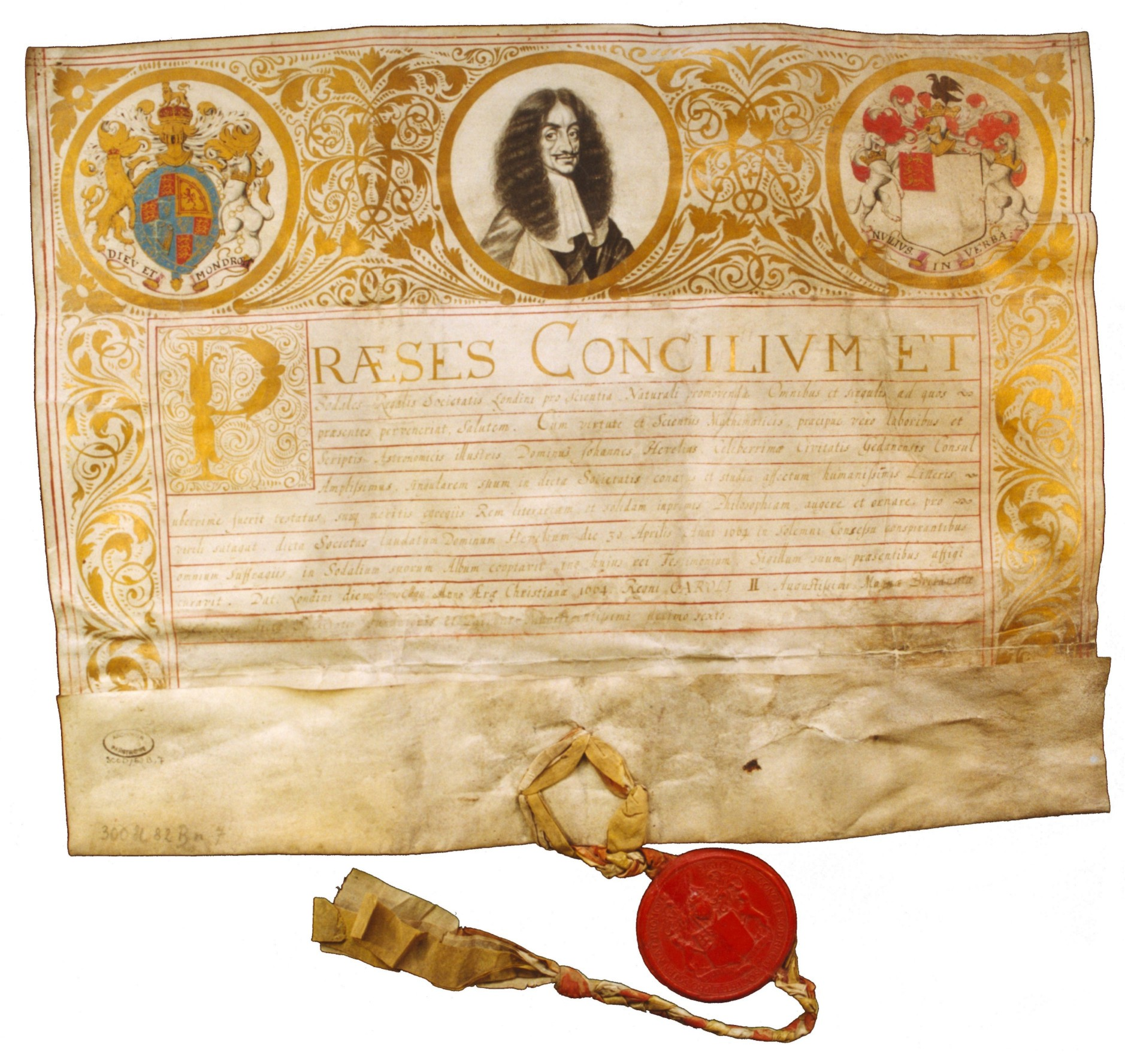
Akt nominacji Jana Heweliusza na członka Royal Society w Londynie z 1664 roku

Jan Heweliusz, łac. Johannes Hevelius, niem. Johann Hewelcke; inne formy nazwiska: Hewel, Hewelke, Höfelcke, Hövellius, Höwelcke (ur. 28 stycznia 1611 w Gdańsku, zm. 28 stycznia 1687 tamże) – naukowiec i przedsiębiorca pochodzący z polskiego Gdańska; astronom, matematyk i konstruktor urządzeń badawczych.
Heweliusz zajmował się piwowarstwem, a w astronomii zasłynął dzięki mapom Księżyca. Jest też wynalazcą polemoskopu – pierwowzoru późniejszych peryskopów. Został wielorako upamiętniony – w rodzinnym Gdańsku postawiono mu pomnik, jego nazwiska użyto w nazwie tamtejszego parku edukacyjnego, a także wyemitowano znaczek pocztowy na cześć Heweliusza. Jego nazwiskiem ochrzczono również pociąg ekspresowy relacji Gdynia Główna - Bielsko-Biała/Wrocław.

## Życie i działalność
Pochodził z zamożnej niemieckojęzycznej, luterańskiej rodziny browarników. Przodkowie Heweliusza przybyli z Ottendorfu w 1434 i osiedlili się w Steblewie, od 1526 zaś mieszkali w Gdańsku. Początkowo zajmowali się kupiectwem, później pradziad Heweliusza Mikołaj (Nikel) Höuelke i jego brat założyli browary. Syn Nikela, Michał, jako pierwszy wszedł do władz miejskich. Syn Michała, Abraham (1576–1649), odziedziczył po kuzynie również browar stryja, a trzeci wniosła mu w posagu druga żona, Kordula Hecker (1592–1653). Mieli dziesięcioro dzieci, z których czworo zmarło we wczesnym dzieciństwie (podobnie jak trójka dzieci Abrahama z pierwszego małżeństwa), najstarszym z pozostałych przy życiu był Jan Heweliusz.
Duży wpływ na przyszłe życie Heweliusza miała rozpoczęta w 1618 nauka w Gdańskim Gimnazjum Akademickim, gdzie pod wpływem profesora nauk ścisłych Piotra Krügera zainteresował się astronomią, zbudował też swoje pierwsze przyrządy. W styczniu 1622 rozpoczął naukę na wydziale sztuk wyzwolonych uniwersytetu w Królewcu, w 1627 powrócił jednak do Gimnazjum Akademickiego, gdzie do 1630 roku pogłębiał znajomość nauk ścisłych.
W 1630 Heweliusz rozpoczął studia prawniczo-ekonomiczne w Lejdzie, a rok później udał się w podróż, w której odwiedził między innymi Londyn i Paryż. W trakcie podróży po Europie Heweliusz poznał wielu wybitnych przedstawicieli nauki, z niektórymi się zaprzyjaźnił i później utrzymywał ścisłe kontakty, prowadząc obfitą korespondencję, niektórzy odwiedzili go też w Gdańsku. W Holandii spotykał się z rodziną Huygensów, w Londynie między innymi z Johnem Wallisem i Samuelem Hartlibem, w Paryżu – z Pierre'em Gassendim i Ismailem Bouillaudem, w Awinionie – z Athanasiusem Kircherem. Zamierzał również odwiedzić Włochy, by spotkać się z Galileuszem i Scheinerem, ale wezwany przez ojca, wrócił do Gdańska przez Szwajcarię w 1634.

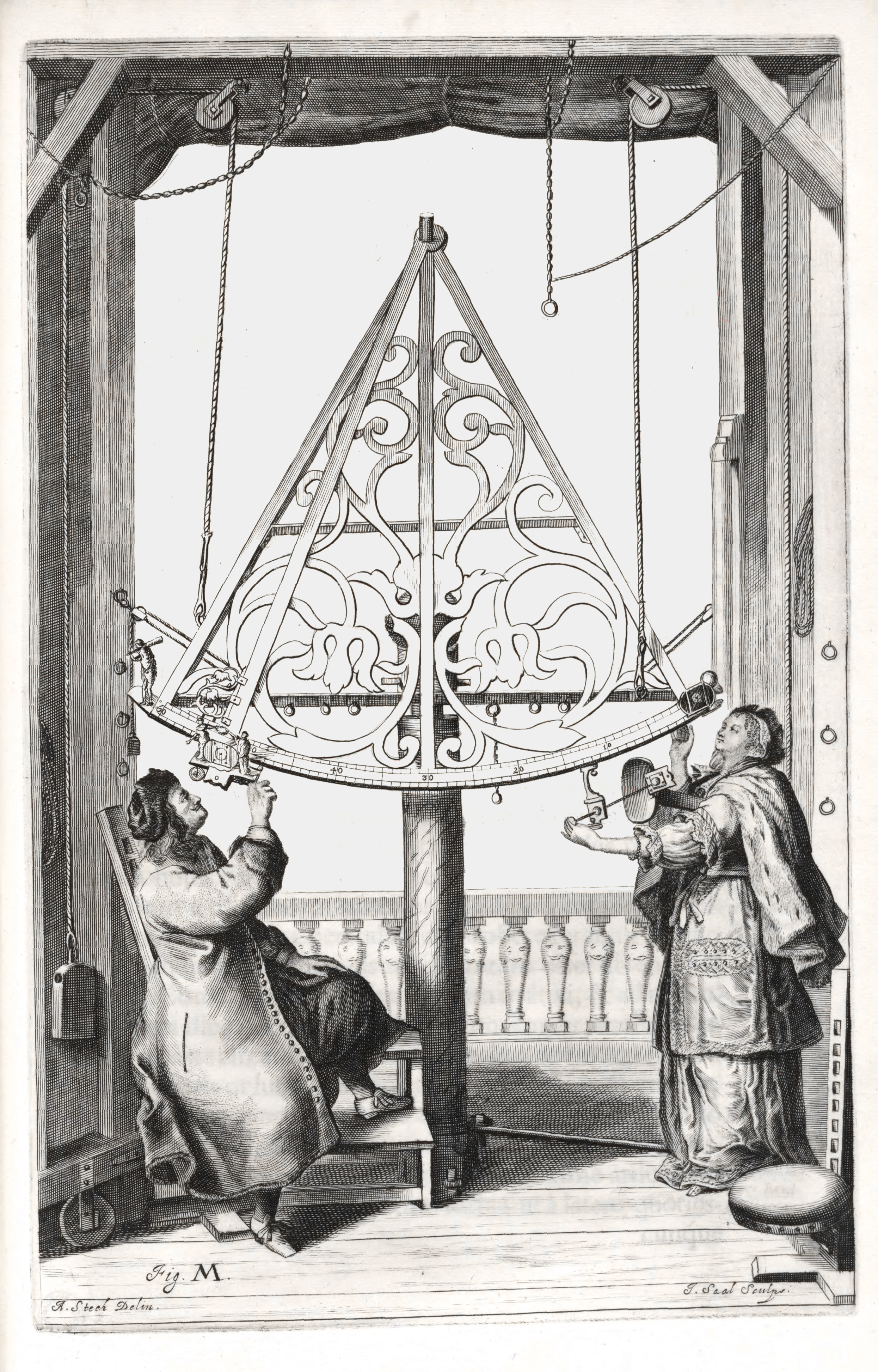
Jan Heweliusz z drugą żoną Elżbietą.

Po powrocie ożenił się z Katarzyną Rebeschke. W posagu znajdował się kolejny browar oraz kamienice przy ulicy Korzennej 53–54. Na dachach tych kamienic Heweliusz zorganizował obserwatorium astronomiczne, regularne obserwacje rozpoczęły się w roku 1641.
W 1636 został członkiem, w 1643 starszym cechu browarników. Po śmierci ojca w 1653 odziedziczył kamienicę przy Korzennej 55 i jego browar. Gdy w 1653 zmarła jego matka, odziedziczył po niej browar przy ulicy Piwnej. Pierwsza żona Heweliusza zmarła w 1662. Półtora roku później ożenił się powtórnie z młodszą o 36 lat Elżbietą Koopman. Jej rodzice przybyli do Gdańska z Amsterdamu, byli majętni – posiadali położone pod Gdańskiem miejscowości Otomin i Sulmin. Elżbieta nie tylko prowadziła dom, ale także aktywnie pomagała Heweliuszowi w pracy naukowej. Mieli czwórkę dzieci: syna Jana Adeodata (w 1664, zmarł w 1665) oraz trzy córki Katarzynę Elżbietę (w 1666), Julianę Renatę (w 1668) i Florę Konstancję (w 1672).
W 1664 Heweliusz został wybrany pierwszym w historii zagranicznym członkiem londyńskiego Royal Society. W 1666 zaoferowano mu kierownictwo w nowo zbudowanym obserwatorium w Paryżu, nie przyjął jednak tego stanowiska i dyrektorem został Giovanni Cassini.
W 1641 Jan Heweliusz został ławnikiem Starego Miasta, a w 1651 roku, został rajcą (radnym) tej części miasta. Zasiadł w Radzie Głównego Miasta, gdzie rajcy staromiejscy dysponowali jednym głosem. W Radzie zajmował się sądownictwem, opieką lekarską i szpitalnictwem. Jako rajca Starego Miasta korzystał z rocznej pensji w wysokości 300 talarów, godność tę piastował aż do śmierci.
Heweliusz był zamożny, ale jego działalność naukową wspierali również koronowani mecenasowie. W 1659 Ludwika Maria Gonzaga i Jan Kazimierz zwiedzali obserwatorium Heweliusza, a król wstępnie go nobilitował (czego nie zaakceptował później Sejm) i obdarzył przywilejem na druk dzieł. Drukarnia Heweliusza działała do pożaru w roku 1679. Finansowa pomoc przyszła z Francji: Heweliusz otrzymał od Ludwika XIV roczną pensję wynoszącą 1200 franków, a pobierał ją od 1664 roku przez osiem lat. W dowód wdzięczności dedykował Ludwikowi IV dwa swoje dzieła. Jan III Sobieski jeszcze zanim został królem jako marszałek wielki koronny poznał Heweliusza. W 1668 roku Sobieski gościł w jego obserwatorium i zamówił u astronoma zestaw instrumentów obserwacyjnych: globus niebieski i ziemski, mikroskop, dwie lunety oraz polemoskop, które Heweliusz dla niego osobiście wykonał. W 1676 roku Heweliusz wysłał z okazji elekcji króla wyhodowane przez siebie cytryny. W czasie pobytu w Gdańsku w 1677 roku, już jako król, Sobieski przyznał astronomowi roczną pensję 1000 florenów oraz inne przywileje. Po pożarze domów i obserwatorium w 1679 Jan III wsparł go dodatkowymi funduszami (Ludwik XIV również nadesłał uczonemu 2000 talarów). Ostatnie swoje dzieła Heweliusz dedykował królowi Sobieskiemu m.in. atlas nieba „Firmamentum Sobiescianum”.
Jan Heweliusz zmarł 28 stycznia 1687 roku, w dniu swoich 76. urodzin. Został pochowany w kościele św. Katarzyny. Po śmierci Heweliusza Elżbieta w oparciu o zgromadzone materiały wydała jeszcze trzy prace. Jedną z nich zadedykowała królowi Janowi III Sobieskiemu podpisując się „Elżbieta, wdowa Heweliuszowa”.

## Osiągnięcia astronomiczne

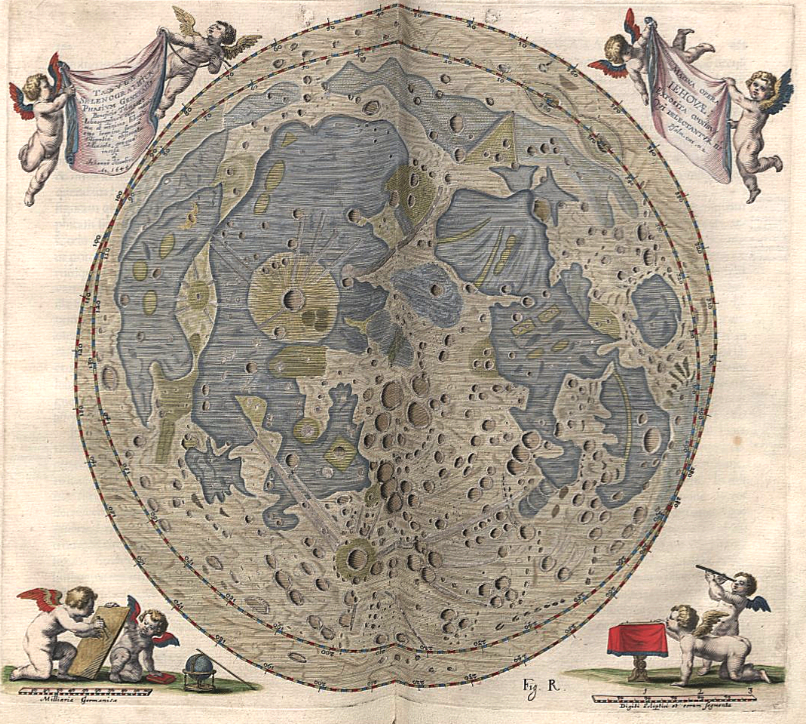
Mapa księżyca autorstwa Jana Heweliusza z dzieła Selenographia

W pierwszej połowie lat czterdziestych XVII wieku Heweliusz prowadził systematyczne teleskopowe obserwacje Księżyca. Ich efektem była wydana w 1647 Selenografia, czyli opisanie Księżyca.... W początkowych rozdziałach astronom opisał budowę swych lunet, następnie przedstawił wyniki obserwacji planet, księżyców Jowisza oraz plam słonecznych. Najważniejszą część dzieła stanowiły obserwacje i dokładne mapy Księżyca. Ostatnie rozdziały Selenografii opisują obserwacje zaćmień i zakryć ciał niebieskich przez Księżyc. Selenografia zdobyła duże uznanie w Europie, a Heweliusz rozsyłał do znajomych i ważnych postaci ręcznie kolorowane egzemplarze. Niektóre ryciny wyszły także jako druki ulotne. 22 listopada 1644 zaobserwował fazy Merkurego.
W kolejnych latach prowadził różnego rodzaju obserwacje – planet, zaćmień, libracji Księżyca. W 1656 ukazała się Rozprawa o rzeczywistej postaci Saturna, w której próbował rozwikłać zagadkę jego wyglądu, ale odgadnąć istnienia pierścieni Heweliusz nie zdołał. W 1662 wydał pracę Merkury widoczny na Słońcu (Mercurius in sole visus Gedani, anno christiani 1661), relacjonującą tranzyt Merkurego. Wyznaczył przy tym kątową średnicę Merkurego.

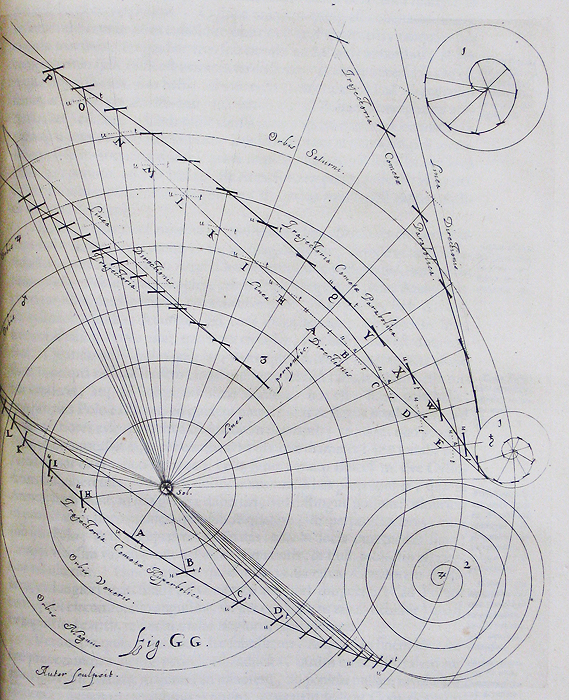
Strona z dzieła Cometographia.

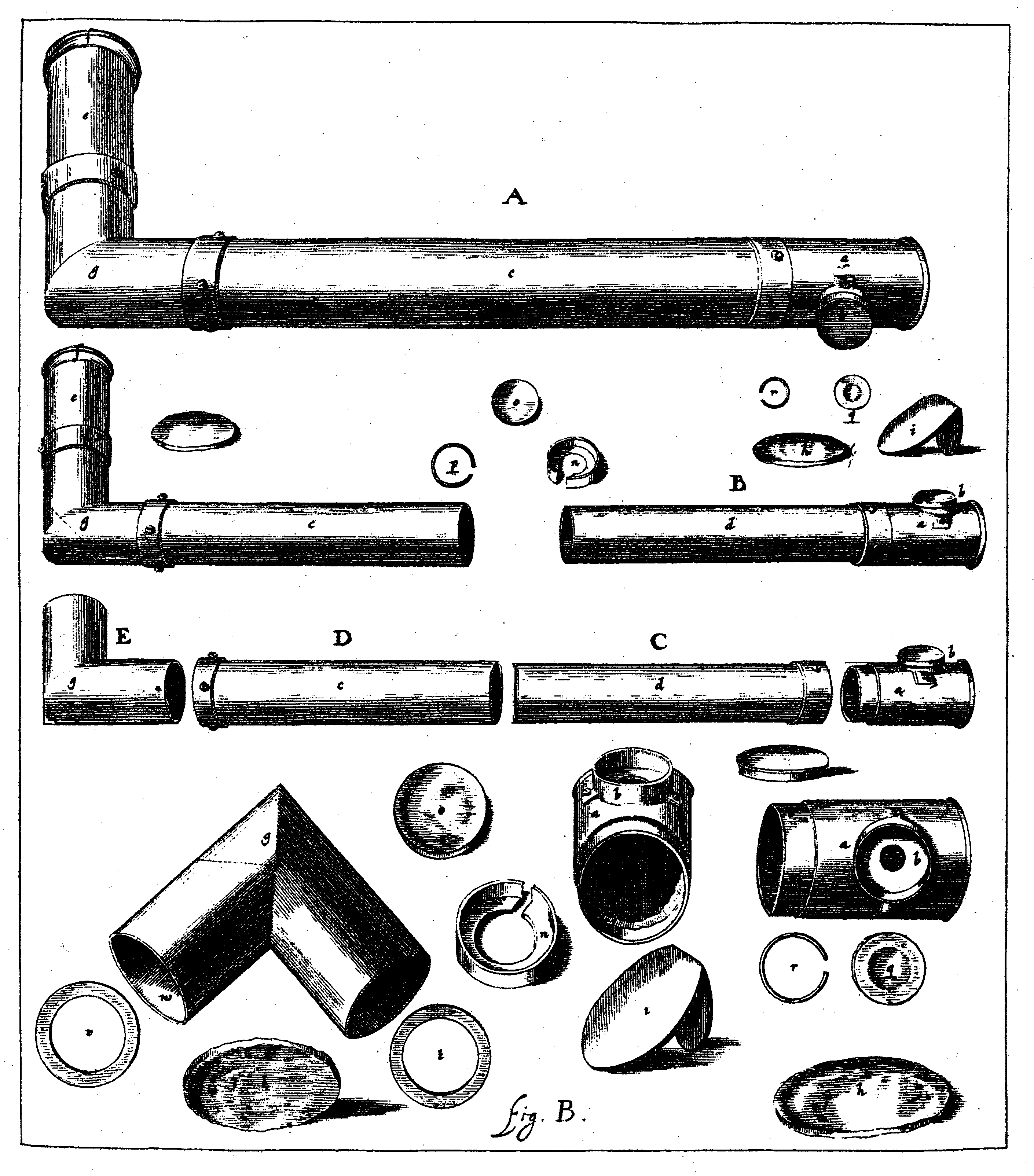
Rysunki polemoskopu wczesnego rodzaju peryskopu wynalezionego przez Heweliusza w 1637.

W 1668 wydał dzieło Cometographia, w którym relacjonował własne obserwacje komet, jak również opisał ich pojawienia się od najdawniejszych czasów. Odkrył cztery komety a obserwował siedem. Jako pierwszy astronom podważył teorię Johannesa Keplera, że komety poruszają się po liniach prostych, stwierdził, że przemieszczają się po torach zakrzywionych; myśl tę kontynuował z sukcesami Georg Samuel Dörffel.
W 1670 niezależnie od Pera Anthelma odkrył najstarszą znaną nową – Nova 1670 Vulpeculae.
Następne dzieło Heweliusza, Machina niebieska wyszło w dwóch częściach. Pierwszy jego tom (Machinae coelestis pars prior) w 1673, a drugi (Machinae coelestis pars posterior) w 1679. Część pierwsza zawierała szczegółowe opisy instrumentów Heweliusza. John Flamsteed oraz Robert Hooke z Royal Society zakwestionowali metodykę obserwacji astronomicznych gdańszczanina. Uważali, że nowoczesne lunety wyposażone w mikrometr gwarantują precyzyjniejsze obserwacje niż instrumenty Heweliusza, pozbawione tych urządzeń. Heweliusz poprosił Royal Society o arbitraż i w maju 1679 przybył do Gdańska młody, ale już sławny Edmond Halley. Przez ponad miesiąc obaj astronomowie prowadzili obserwacje instrumentami Heweliusza i Halleya (wyposażonymi w nowoczesne lunety celownicze). Wynik okazał się pomyślny dla Heweliusza: dokładność jego pomiarów była taka sama jak pomiarów Halleya, co angielski astronom przekazał Royal Society.
W nocy z 26 na 27 września 1679, gdy Heweliusz przebywał w swojej wiejskiej posiadłości, pożar zniszczył jego domy, obserwatorium z instrumentami, pracownię oraz drukarnię z niemal całym nakładem Machinae coelestis pars posterior. Heweliusz rozpoczął trwającą kilka lat odbudowę domów, ale już w 1680 obserwował kometę, a od 1682 prowadził stałe obserwacje. W 1685 wyszła kolejna praca Heweliusza Rok zwrotny (Annus Climactericus). W 1686 Heweliusz rozpoczął pracę nad katalogiem gwiazd i atlasem nieba, dane do których zbierał już od początku lat 50. Niestety, nie udało mu się tego działa dokończyć. Oba dzieła zostały wydane przez wdowę w roku 1690. Najdokładniejszy na ówczesne czasy katalog położeń gwiazd zawierał 1564 pozycje. Atlas ciał niebieskich został opublikowany dzięki finansowemu wsparciu Jana III Sobieskiego i jemu też został zadedykowany. Atlas ten zawiera m.in. cytaty z atlasu Uług Bega.
Nadał nazwę faculae jasnym regionom wokół plam słonecznych nazywanych współcześnie pochodniami. Określił granice siedmiu wprowadzonych przez siebie nowych gwiazdozbiorów. Heweliusz zastosował wahadło do obserwacji zaćmienia słońca – uczynił to już w 1652 roku, czyli na dwa lata przed zastosowaniem przez Christiaana Huygensa wahadła do regulacji zegarów. Wyniki jego obserwacji plam słonecznych z lat 1642–1679 mają dzisiaj szczególne znaczenie, jako że obejmują pierwszą część Minimum Maundera aktywności słonecznej, oraz okresu bezpośrednio go poprzedzającego. W 1659 roku Heweliusz odkrył nowe pary gwiazd podwójnych (był jednym z pionierów ich obserwacji): 61 Cygni i alfa Capricorni. Przez kilkanaście lat (1648-1662) obserwował zmiany jasności gwiazdy zmiennej Mira Ceti.
Był obdarzony bardzo dobrym wzrokiem. Heweliusz zbudował szereg własnych oktantów, sekstantów i lunet oraz uzyskał dokładność pomiarów pozycji gwiazd do 28" w mierze łukowej, używając przyrządów bez powiększenia kątowego. Wyniki jego pomiarów okazały się bardziej precyzyjne, niż osiągnięte wcześniej przez słynnego duńskiego astronoma Tycho Brahe.
W 1683 dla uczczenia zwycięstwa wojsk polskich Sobieskiego pod Wiedniem Heweliusz nadał nowo opisanej konstelacji nazwę Tarcza Sobieskiego. Pozostałe gwiazdozbiory nazwane przez Heweliusza to Jaszczurka, Lisek, Mały Lew, Psy Gończe, Ryś i Sekstans. Zostały one w XX wieku zatwierdzone przez Międzynarodową Unię Astronomiczną i są po dziś dzień nadal aktualne w użyciu. W dziele Selenographia opisał między innymi zasadę działania peryskopu i przewidział jego zastosowanie naukowe, jako taki jest uważany czasami za wynalazcę peryskopu (podobny przyrząd opisał w latach 30. XV wieku Johannes Gutenberg).

## Związki Heweliusza z browarnictwem
Heweliusz był najbardziej znanym gdańskim browarnikiem. Wywodził się z rodziny o typowo piwowarskich tradycjach. Jego pradziad Mikołaj, dziad Michał i ojciec Abraham trudnili się również browarnictwem. Po odbytych studiach i podróżach zagranicznych Heweliusz powrócił do Gdańska i w związku z pogarszającym się zdrowiem ojca wyręczał go w codziennych obowiązkach zawodowych. Zajmując się rodzinnym browarem przy ul. Korzennej zgłębiał tajniki piwowarstwa i coraz intensywniej przygotowywał się do całkowitego przejęcia ojcowskiego zakładu.
Gdy w 1635 ożenił się z Katarzyną Rebeschke, otrzymała ona w posagu od swego ojca dwa domy bezpośrednio sąsiadujące z domem Heweliusza oraz browar mieszczący się w jednym z tych domów. Zarządcą majątku, w tym browaru został Jan Heweliusz, który rok po ślubie udowodnił swoje kwalifikacje zawodowe i przyjęty został do gdańskiego cechu browarników. Tym samym otrzymał on prawo do samodzielnego warzenia oraz sprzedaży piwa. Jego zaangażowanie w działalność browarniczą docenione zostało w 1643 kiedy Heweliusz wybrany został Starszym Gdańskiego Cechu Browarników.
Po śmierci ojca w 1648 Heweliusz otrzymał w spadku dom oraz rodzinny browar. Połączył więc oba sąsiadujące browary w jeden, a na dachach trzech domów urządził obserwatorium astronomiczne. Gdańszczanie nazywali te domy „Heweliuszowymi kamienicami”. Dobrze prosperującą działalność browarniczą traktował już tylko zarobkowo i prestiżowo, poświęcił się natomiast całkowicie badaniom naukowym.
W 1677 król Jan III Sobieski wydał dekret regulujący działalność Gdańskiego Cechu Browarników. W dekrecie tym nadał Heweliuszowi tytuł Nobilis Ioannes Hevelius Astrologus noster Consul Veteris Civitatis Gedanensis i w zamian za jego zasługi zwolnił Heweliusza i jego potomków z wszelkich opłat na rzecz cechu browarników. Jednocześnie król nadał astronomowi przywilej swobodnej sprzedaży piwa nie tylko w obrębie miasta, ale również i poza nim. Przywilej ten dotyczył jednakże wyłącznie Heweliusza i jego małżonki, nie rozciągał się natomiast na jego potomków.
Jako gdański browarnik Heweliusz warzył m.in.słynny gdański specjał, czyli piwo jopejskie. Był to rodzaj gęstego, pożywnego syropu piwnego, który ceniony był za swoje właściwości zdrowotne. Często jednak dla większego zysku był rozcieńczany wodą, co powodowało również utratę pierwotnych właściwości. Piwo jopejskie z browaru Heweliusza słynęło z najwyższej jakości. Heweliusz leżakował je w piwnicy ratuszowej, a klucze do niej były pod jego osobistą pieczą. Hołd działalności browarniczej Heweliusza oddaje piwo Hevelius, które po raz pierwszy uwarzone zostało w 1985. W 2011 roku, który był ogłoszony rokiem Heweliusza browar Amber wprowadził na rynek piwo Johannes, ku pamięci wielkiego piwowara. Piwo to powstało we współpracy z Muzeum Historycznym Miasta Gdańska, które także dostaje część zysków z jego sprzedaży.

## Pamiątki po Heweliuszu

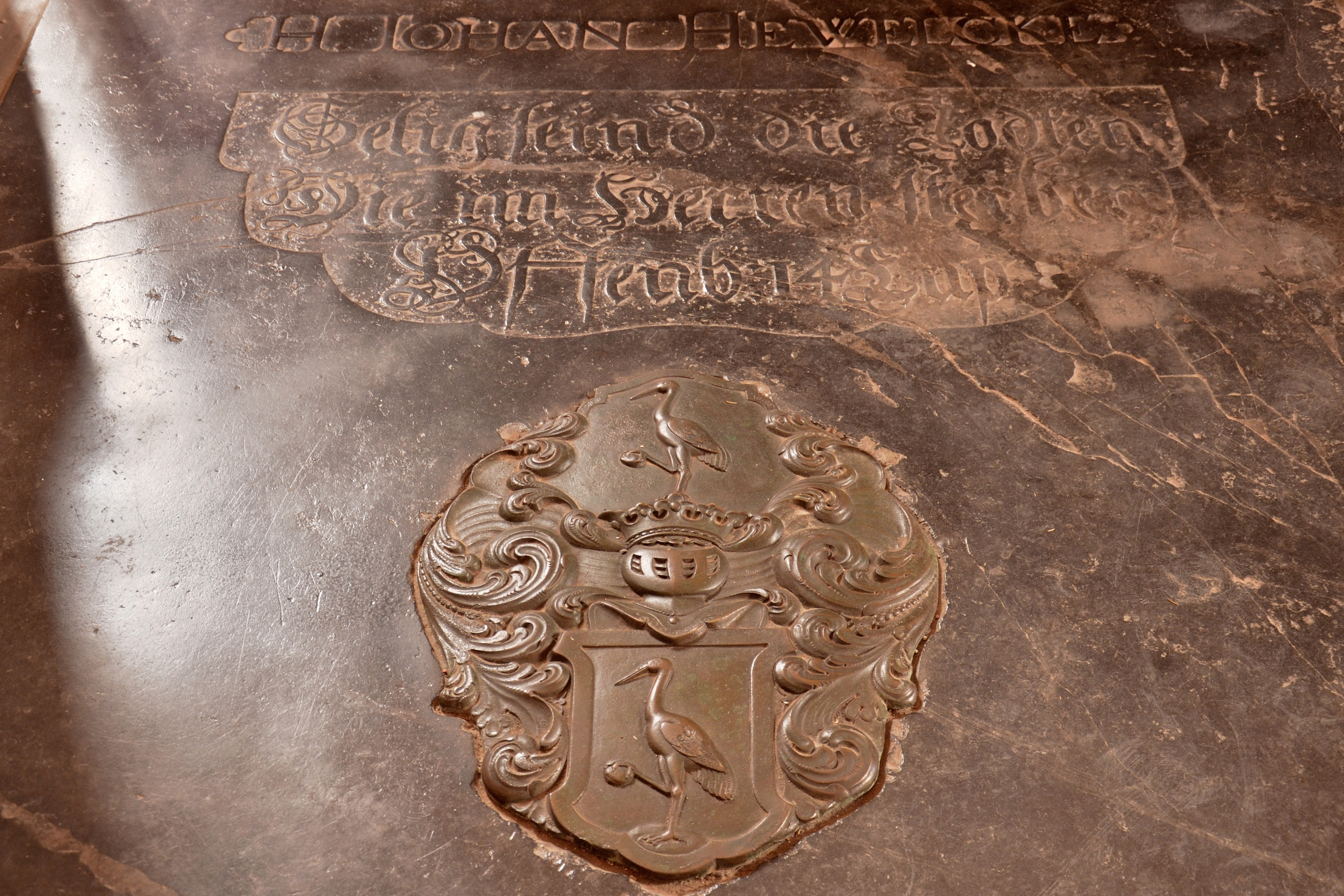
Płyta nagrobna Heweliusza

W centrum Gdańska w zabytkowym kościele św. Katarzyny znajduje się epitafium Heweliusza wraz z posadzkową płytą nagrobną z rodzinnym herbem Żuraw, pod którą został pochowany. Inskrypcja ta jest dobrze zachowana. Razem z astronomem, w grobie spoczywają też szczątki jego drugiej żony Elżbiety Koopmann, córki Julianny Renaty Hindrickson i wnuczki Joanny Elżbiety Hindrickson.
W Archiwum Państwowym w Gdańsku przechowywany jest dyplom, który wraz z członkostwem otrzymał od Royal Society of London.

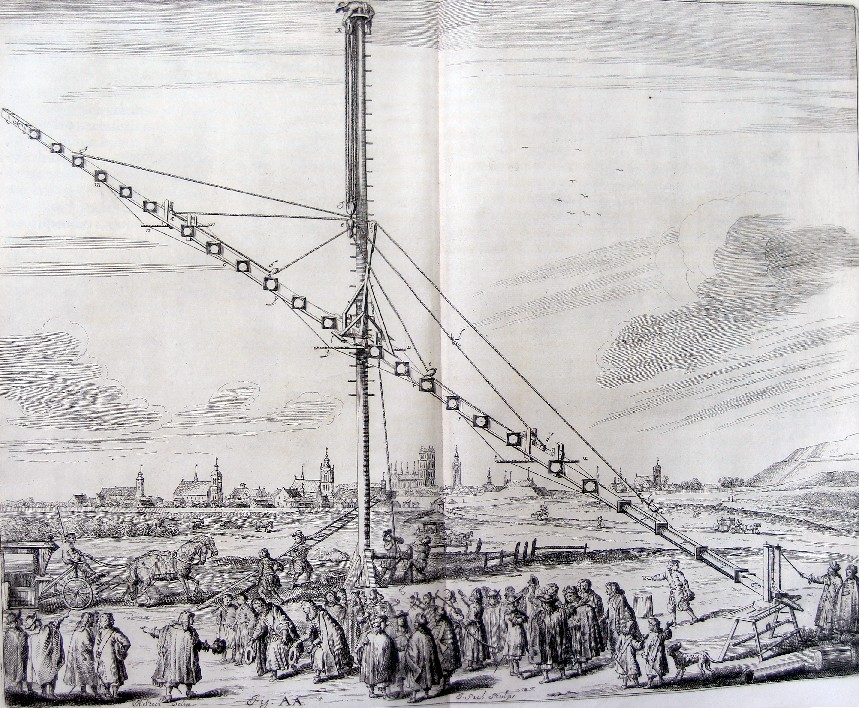
Najdłuższa luneta Heweliusza umieszczona na łące pod Gdańskiem.

Zachowały się również drobne fragmenty, które prawdopodobnie pochodzą z opisanej w Machinae Coelestis największej lunety Heweliusza. Przetrwała ona pożar, ponieważ znajdowała się na łące przed bramą Oliwską, a nie na ulicy Korzennej. Miała długość 46 m, zawieszona była na słupie o wysokości 30 m, posiadała konstrukcję ażurową. Sprawiała imponujące wrażenie, lecz Heweliusz rzadko się nią posługiwał, ponieważ była bardzo niewygodna w obsłudze.

## Upamiętnienie

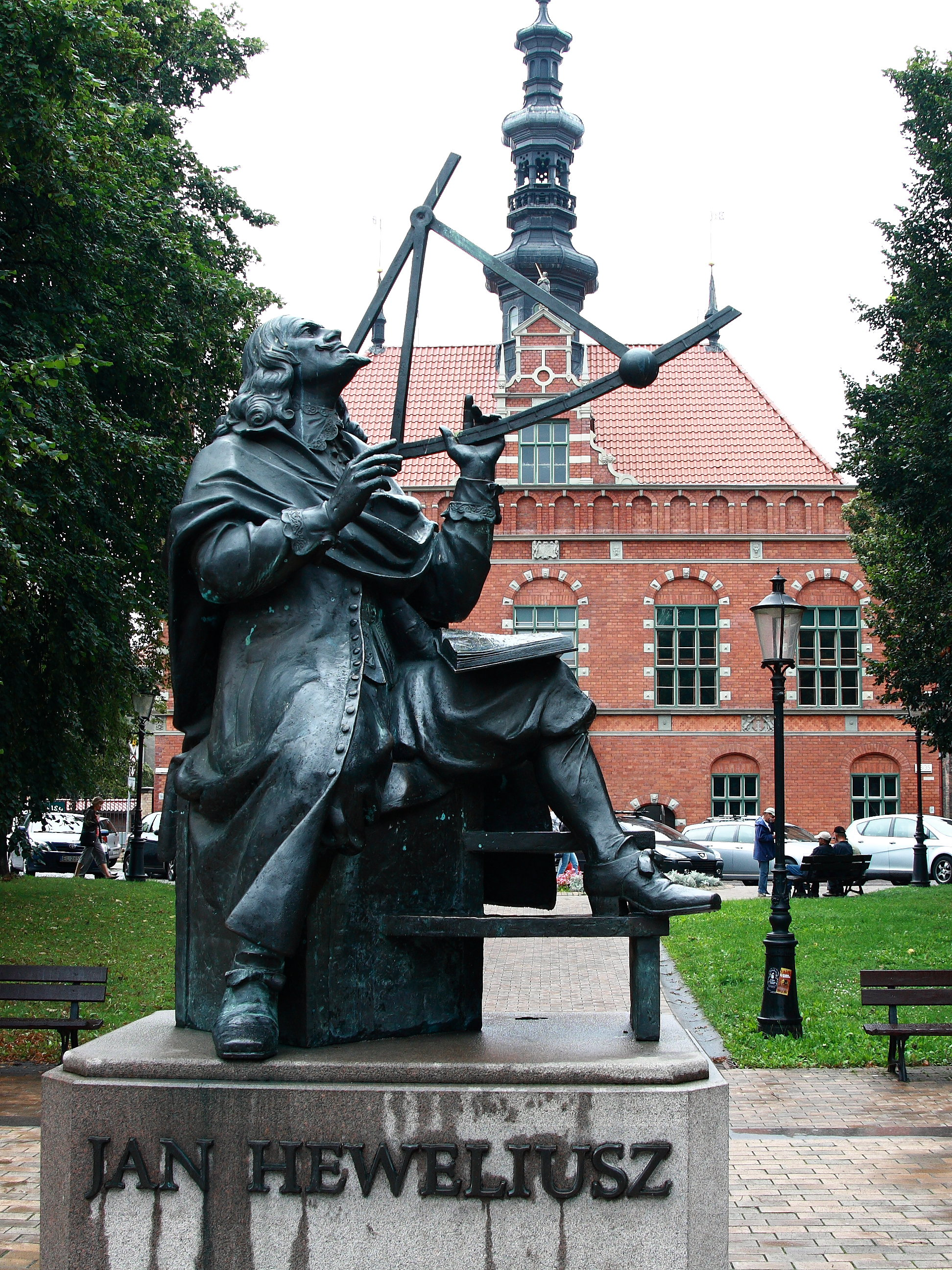
Pomnik Jana Heweliusza w Gdańsku autorstwa Jana Szczypki

W 2006 na placu przy ul. Korzennej w Gdańsku został odsłonięty pomnik Jana Heweliusza autorstwa Jana Szczypki. Inny pomnik astronoma, dłuta W. Pietronia, znajduje się przed szkołą przy ul. Zgody II na Przymorzu (dawniej Szkoła podstawowa Nr 71 im. Jana Heweliusza, obecnie gimnazjum nr 20 im. Hanzy).
Poczta Polska uczciła 400. rocznicę urodzin Jana Heweliusza wprowadzając w 2011 do obiegu okolicznościowy znaczek pocztowy z jego podobizną (rycina z dzieła Heweliusza Mercurius in sole visus Gedani, 1659, przedstawiająca zaćmienie Słońca).
Medale:
- Pierwszy medal został wybity jeszcze za życia astronoma (około 1684), poświęcony jest konstelacji nazwanej przez niego „Tarczą Sobieskiego”. Na awersie medalu umieszczone jest popiersie Sobieskiego z wieńcem laurowym na głowie. Na rewersie medalu znajduje się widok oblężonego Chocimia i tarcza herbowa rodu Sobieskich z zaznaczonymi gwiazdami.
- Bezpośrednio po śmierci Heweliusza wybito dwa upamiętniające go medale. Pierwszy jest autorstwa Jana Höhna młodszego. Awers medalu przedstawia popiersie Heweliusza, na rewersie umieszczono łaciński tekst opiewający jego zasługi.
- Drugi medal pośmiertny został zaprojektowany przez szwedzkiego medaliera Arvida Karlsteena. Na awersie znajduje się popiersie Heweliusza, na rewersie umieszczono orła z rozłożonymi skrzydłami, unoszącego się nad drzewami.
- Kilka medali wybito w 1987 roku dla uczczenia 300-lecia śmierci astronoma.
- W 2011 został wybity medal dla uczczenia 400 rocznicy urodzin Heweliusza. Na awersie medalu znajduje się widok na powierzchnię księżyca i herb Gdańska. Na rewersie widać półpostać astronoma na tle fragmentu mapy nieba i Tarczę Sobieskiego, ozdobioną 7 cyrkoniami, które symbolizują gwiazdy.

Imię Heweliusza nosi jeden z dziedzińców głównego gmachu Politechniki Gdańskiej oraz polski okręt hydrograficzny ORP Heweliusz. Nosił je również prom kolejowo-samochodowy typu RORO MF Jan Heweliusz, który zatonął na Morzu Bałtyckim 14 stycznia 1993 roku. Od 17 lutego 2011 jest patronem tramwaju Pesa Swing 120NaG SWING Gdańskich Autobusów i Tramwajów o numerze bocznym 1013, dzwonu dis3 karylionu Ratusza Głównego Miasta w Gdańsku i a1 karylionu kościoła św. Katarzyny w Gdańsku.
Sejm Rzeczypospolitej Polskiej ustanowił rok 2011 m.in. Rokiem Jana Heweliusza.
Hevelianum, którego Jan Heweliusz jest patronem, w roku 2021 świętowało 410. rocznicę jego urodzin. Na stronie janheweliusz.pl znajduje się program obchodów.

## Twórczość naukowa
- Selenographia sive lunae descriptio, Gdańsk 1647, drukarnia A. Hünefeld
- Mercurius in sole visus Gedani, anno christiani 1661, Gdańsk 1662, drukarnia S. Reiniger
- Cometographia, Gdańsk 1668, drukarnia S. Reiniger
- Machinae coelestis pars prior, Gdańsk 1673, drukarnia S. Reiniger; Machinae coelestis pars porterior, Gdańsk 1679, drukarnia S. Reiniger
- Prodromus astronomiae cum catalogo fixarum et firmamentum Sobiescianum[28], Gdańsk 1690, drukarnia J. Z. Stollius.

## Listy i materiały
- Korespondencja, wyd. J. E. Olhoffius Excerpta ex literis illustrissimorum et clarissimorum virorum... od J. Hevelium conscriptis, Gdańsk 1683
- Korespondencja z różnymi osobami z lat 1645–1661, m.in. z M. Głoskowskim, rękopis w Bibliothèque Nationale w Paryżu, sygn. MS. latin. 10347-10349; por.: J. N. Franke, A. Jakubowski „Maciej Głoskowski, matematyk polski XVII wieku”, Rozprawy AU Wydział Matematyczno-Przyrodniczy, t. 5 (1878), s. 140 i odb.; F. Schwarz „Hevelius-Briefe”, Mitteilungen d. Westpreussischen Geschichtsvereins, t. 24 (1925)
- Korespondencja z E. Halleyem, w: E. F. Mac Pike Hevelius, Flamsteed and Halley. Three Contemporary Astronomers and their Mutual Relations, Londyn 1937
- Korespondencja z S. Lubienieckim młodszym, w: S. Lubieniecki Theatrum cometicum, cz. 1, Amsterdam 1668
- List do H. Oldenburga, 5 lipca 1670, wyd. w: Philosophical Transactions (Londyn) Abridg. 1809, t. 1, s. 514
- Od J. A. Komenskiego, 25 lipca 1647, wyd. J. Kváčala Analecta Comeniana, Jurievi 1909
- Od J. Falcka Polonusa, Hamburg, 10/20 grudnia 1658, wyd. J. C. Block Jeremias Falck, sein Leben und seine Werke, Gdańsk 1890, s. 10–11; por. M. Mrozińska: (E. Iwanoyko Jeremiasz Falck Polonus..., Poznań 1952, rec.), Biuletyn Historii Sztuki 1954, nr 1, s. 184, przyp. 41
- Listy w rękopisach bibliotek w Anglii (Obserwatorium Greenwich, Royal Astronomical Society, Royal Society) oraz w Stanach Zjednoczonych; wiad. podaje T. Olczak „J. Heweliusz i magnetyzm ziemski”, Postępy Astronomii 1955, zeszyt 2
- Dokument królewski, Gdańsk, 21 października 1677, dot. stałej rocznej pensji, wyd. D. Wierzbicki „Żywot i działalność J. Heweliusza...”, Pam. AU Wydział Filologiczny, t. 7 (1889), s. 30 przypisy i odb., Kraków 1888; podobiznę autografu podał H. Biegeleisen Ilustrowane dzieje literatury polskiej, t. 4, Wiedeń 1906, s. 304